# Evolver (John Legend)
Evolver è il terzo album in studio del cantante Soul/R&B John Legend, pubblicato nell'ottobre del 2008. L'album contiene 14 canzoni, più una versione remix, che spaziano dal soul all'R&B, scritto e prodotto in collaborazione con Kanye West e Pharrell Williams.
L'album vede la partecipazione di vari artisti, tra cui Brandy, Kanye West, Estelle e André 3000, quest'ultimo partecipa al singolo di lancio Green Light.
L'album è stato pubblicato in due diversi formati; Standard Jewel Box CD Album e Brilliant Box CD + DVD con O-Card, il DVD contiene 35 minuti di immagini che documentano la lavorazione e la registrazione del disco, inoltre contiene esibizioni in studio e un'intervista al cantante.

## Tracce
1. Good Morning Intro
2. Green Light (feat. André 3000)
3. It's Over (feat. Kanye West)
4. Everybody Knows
5. Quickly (feat. Brandy)
6. Cross The Line
7. No Other Love (feat. Estelle)
8. This Time
9. Satisfaction
10. Take Me Away
11. Good Morning
12. I Love, You Love
13. If You're Out There
14. Can't Be Your Lover
15. It's Over (Teddy Riley Remix)